# D’Accord, das Klassikfestival

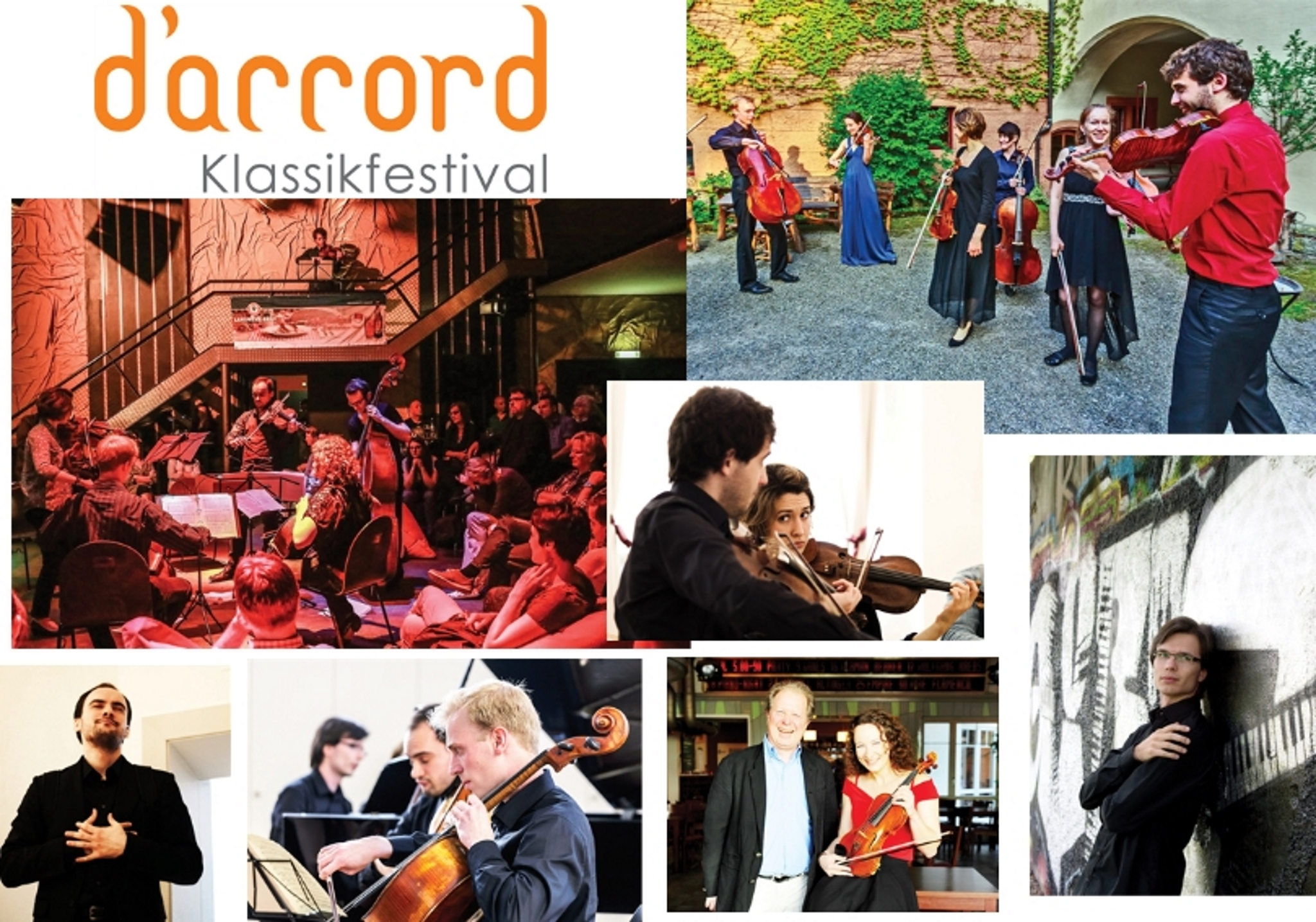
Festivalimpressionen

D’Accord, das Klassikfestival (früher Dinkelsbühl Classix Festival) ist ein seit 2014 bestehendes internationales Kammermusikfestival.
Neben der Gestaltung besonderer Konzertprogramme durch internationale, junge Spitzenmusiker sind die Förderung von Nachwuchsmusikern durch Kammermusikkurse und Interpretationsworkshops und die Pflege der Musikkultur im ländlichen Raum Fundament des Festivals. Spielorte sind u. a. Dinkelsbühl, Ansbach, Rothenburg o.d.T., Leutershausen, Rednitzhembach, Crailsheim, Plochingen, Gastkonzerte finden u. a. in München, Würzburg oder Augsburg statt. Kooperationskonzerte gibt es mit dem Schönberger Musiksommer und den Nonnenwerther Inselkonzerten.
Ein besonderer Fokus liegt auf „großer Musik im kleinen Format“: interpretiert werden beispielsweise Kammermusik-Arrangements von Opern wie Wagners Tristan und Isolde sowie Vivaldis Vier Jahreszeiten oder Saint-Saens Karneval der Tiere in solistischer Besetzung, der renommierte Klassik-Entrepreneur Aleksej Igudesman hat D’Accord zwei Werke gewidmet.
2021 gastierte D’Accord u. a. in der Elbphilharmonie Hamburg, bei den Bayreuther Festspielen oder den Opernfestspielen Heidenheim und ist auf der bekanntesten Klassik-Streaming-Plattform Idagio vertreten.

## Geschichte
Das Festival wurde im Jahr 2014 als Dinkelsbühl Classix Festival von der Geigerin Martina Trumpp und dem Gitarristen und Pädagogen Erich Schneider in Kooperation mit der Berufsfachschule für Musik Dinkelsbühl gegründet. Da sich der Wirkungsradius über Dinkelsbühl hinaus erweiterte, wird es seit dem Jahr 2015 unter dem Namen D’Accord, das Klassikfestival durchgeführt.
In den Jahren 2014 und 2015 stand das Festival unter der Schirmherrschaft des bayerischen Kultusministers Ludwig Spaenle. Die Schirmherrschaft 2016 hatte Oliver Jörg, MdL, inne. 2017 und 2018 war Richard Bartsch, Bezirkstagspräsident von Mittelfranken, Schirmherr.
Seit seiner Gründung wird das Festival vom Kulturfonds Bayern bzw. der Projektförderung des bayerischen Kultusministeriums, dem Bezirk Mittelfranken, der Weik-Stiftung. Weiterhin gab es Förderung durch die Oscar-und-Vera-Ritter-Stiftung und die Erwin-Fricke-Stiftung.

## Veranstalter
Die Aktivitäten von D’Accord, dem Klassikfestival, werden vom gemeinnützigen Verein Förderverein Klassikfestival e. V. getragen.
Künstlerische und administrative Leiterin ist Martina Trumpp, Vorstände sind Eugen Trumpp und Bohumir Stehlik.